# Homosexualität im Sudan

Sudan

Homosexualität im Sudan ist gesellschaftlich stark tabuisiert und gesetzlich kriminalisiert. Die strafrechtliche Verfolgung geht auf das britische Kolonialrecht von 1889 zurück und wurde nach der Unabhängigkeit 1956 ins nationale Strafrecht übernommen. Bis 2020 drohten für gleichgeschlechtlichen Analverkehr zwischen Männern Peitschenhiebe, mehrjährige Haftstrafen und im Wiederholungsfall die Todesstrafe. Zwar wurden Prügel- und Todesstrafen 2020 abgeschafft, gleichgeschlechtliche Handlungen bleiben jedoch strafbar. LGBTIQ-Personen sind häufig Diskriminierung, gesellschaftlicher Ausgrenzung und Gewalt ausgesetzt, rechtlicher Schutz besteht nicht.

## Rechtliche Situation

### Vor 2020
1889 führte das britische Kolonialrecht im Sudan Straftatbestände gegen „widernatürlichen Geschlechtsverkehr“ ein. Nach der Unabhängigkeit 1956 wurden diese Normen beibehalten und später in das sudanesische Strafrecht überführt. Im Strafgesetzbuch von 1991 wurden homosexuelle Handlungen mit dem Artikel 148 („Sodomie“) kriminalisiert. Bei einer ersten Verurteilung drohte eine Strafe von bis zu fünf Jahren Haft und 100 Peitschenhieben, bei einer zweiten ebenfalls 100 Peitschenhiebe und maximal fünf Jahre Haft; bei einer dritten Verurteilung sah das Gesetz lebenslange Freiheitsstrafe oder die Todesstrafe vor.
Während sich §148 ausschließlich auf Analverkehr zwischen Männern bezieht, kriminalisiert §151 („grobe Unzucht“) allgemein sexuelle Handlungen zwischen Personen gleichen Geschlechts, die nicht als „Sodomie“ gelten, mit bis zu einem Jahr Haft. Abschnitt 152 bestraft sogenannte „obszöne oder sittenwidrige Handlungen“ im öffentlichen Raum – darunter auch das Tragen nicht geschlechtskonformer Kleidung – mit bis zu 40 Peitschenhieben, Geldstrafen oder beidem.
Berichte von internationalen Organisationen deuten darauf hin, dass die Gesetze zumindest in Einzelfällen durchgesetzt wurden. Zwischen 2012 und 2017 dokumentierten unter anderem ILGA World und das US-Außenministerium Festnahmen und Auspeitschungen von Personen aufgrund ihrer sexuellen Orientierung oder geschlechtlichen Ausdrucksformen. So wurden beispielsweise Männer wegen „unsittlicher Kleidung“ oder dem Besuch privater Veranstaltungen angeklagt und bestraft.

### Seit 2020
Im Juli 2020 wurde die bis dahin gültige Todesstrafe abgeschafft. Ebenso wurde die Möglichkeit, bis zu 100 Peitschenhiebe als Strafe zu verhängen, vom Souveränen Rat unter dem Vorsitz von Abdel Fattah Burhan abgeschafft, der das Land seit dem Sturz von Umar al-Baschir 2019 interimistisch regiert. Die neue Regelung sieht eine Strafe von bis zu fünf Jahren bei erstmaliger Verurteilung, bis zu sieben Jahren bei einer zweiten Verurteilung und eine bis zu lebenslange Freiheitsstrafe bei einer dritten Verurteilung vor.
Laut einem Schattenbericht der Sudan SOGI Coalition ermöglicht das sudanesische Justizsystem weiterhin willkürliche Urteile, einschließlich Prügel- oder Todesstrafen. Neu eingeführte Beweisregeln erlauben zudem die Verwertung digitaler Beweise wie privater Chats oder Fotos auf Mobiltelefonen als Grundlage für Verurteilungen.
Internationale Menschenrechtsorganisationen wie Human Rights Watch, das Equal Rights Trust oder UN-Sonderberichterstatter haben wiederholt auf die Notwendigkeit einer vollständigen Entkriminalisierung hingewiesen. Die sudanesische Regierung kündigte zwar an, alle Gesetze abzuschaffen, die gegen Menschenrechte verstoßen, bislang wurde dieses Vorhaben jedoch nicht vollständig umgesetzt.
Es existieren keine gesetzlichen Schutzmechanismen gegen Diskriminierung in Bereichen wie Arbeit, Bildung, Wohnen oder Gesundheitsversorgung. Eine staatliche Anerkennung von gleichgeschlechtlichen Paaren besteht aufgrund der Illegalität weder in der Form der Gleichgeschlechtlichen Ehe noch in einer Eingetragenen Partnerschaft.

## Gesellschaftliche Situation
LGBTIQ-Personen sehen sich häufig Stigmatisierung, Ausgrenzung und Misshandlung ausgesetzt. Homosexualität wird in der Gesellschaft oft mit psychischer Krankheit oder Pädophilie gleichgesetzt, was dazu führt, dass viele Betroffene ihre Identität verbergen.
Ebenfalls aufgrund der Illegalität bestehen fast keine LGBT-Communitys in Sudan. Homosexuelle Menschen werden dadurch in den gesellschaftlichen Untergrund gedrängt. „Freedom Sudan“ (2006) und „Rainbow Sudan“ (2012) waren erste LGBT-Gruppen mit sozialem Engagement und Sensibilisierungskampagnen.
Der in Norwegen lebende sudanesische Künstler Ahmed Umar dokumentiert queeres Leben im Sudan.

## Geschichte
Bis in die Gegenwart war im Gebiet des heutigen Sudan Homosexualität tabuisiert. Doch gibt es Berichte, wie den von Siegfried Ferdinand Nadel aus den 1930er Jahren, wonach es unter verschiedenen Bevölkerungsgruppen wie den Otoro, den Moru, den Nyima und den Tira in den Nuba-Bergen der südlichen Region Kurdufan eine spezielle gesellschaftlich erlaubte Rolle für homosexuelle Männer bestand, die sich als Frauen kleideten und verhielten.